# Nisída Chondró
Nisída Chondró är en ö i Grekland.   Den ligger i prefekturen Nomós Dodekanísou och regionen Sydegeiska öarna, i den sydöstra delen av landet, 290 km sydost om huvudstaden Aten. Arean är 0,49 kvadratkilometer.
Terrängen på Nisída Chondró är lite kuperad. Öns högsta punkt är 78 meter över havet. Den sträcker sig 0,9 kilometer i nord-sydlig riktning, och 0,9 kilometer i öst-västlig riktning.